# Gumbrechtshoffen
Gumbrechtshoffen (deutsch: Gumprechtshofen, elsässisch Gumbertshoffe) ist eine französische Gemeinde mit 1128 Einwohnern (Stand 1. Januar 2021) im Département Bas-Rhin in der Europäischen Gebietskörperschaft Elsass und in der Region Grand Est.

## Geografie
Gumbrechtshoffen liegt auf einer Höhe von 180 Metern über dem Meer an der Nördlichen Zinsel.

## Geschichte

### Mittelalter
Die älteste erhaltene Erwähnung des Ortes liegt aus dem Jahr 1109 vor. Die Herrschaft Lichtenberg kaufte das Dorf Gumbrechtshofen 1332 von den Grafen von Ötingen. Heinrich III. von Lichtenberg und sein Sohn, Konrad II., mussten 1374 eine Reihe von Besitzungen an ihren Verwandten, Simunt von Zweibrücken-Bitsch, verkaufen oder verpfänden. Darunter befand sich auch das Dorf Gumbrechtshofen. Letztendlich lief das auf eine Verwaltung des Dorfes als Kondominat hinaus, bei dem die Grafen von Zweibrücken-Bitsch und ihre Rechtsnachfolger sowie die Herren von Lichtenberg und ihre Rechtsnachfolger das Dorf je zur Hälfte besaßen.

### Das Kondominat
Der Lichtenberger Anteil wurde dem Amt Pfaffenhofen zugeordnet. Anna von Lichtenberg (* 1442; † 1474), eine der beiden Erbtöchter Ludwigs V. von Lichtenberg (* 1417; † 1474) heiratete 1458 den Grafen Philipp I. den Älteren von Hanau-Babenhausen (* 1417; † 1480), der eine kleine Sekundogenitur aus dem Bestand der Grafschaft Hanau erhalten hatte, um heiraten zu können. Durch die Heirat entstand die Grafschaft Hanau-Lichtenberg. Nach dem Tod des letzten Lichtenbergers, Jakob von Lichtenberg, eines Onkels von Anna, erhielt Philipp I. d. Ä. 1480 die Hälfte der Herrschaft Lichtenberg. Zu dieser Hälfte gehörte auch das Amt Pfaffenhofen mit dem Lichtenberger Anteil an Gumbrechtshofen.
Auf der Seite von Zweibrücken-Bitsch gehörte dessen Anteil am Dorf Gumbrechtshofen zur Herrschaft Oberbronn. Die Herrschaft Oberbronn ist seit dem 13. Jahrhundert nachgewiesen und gehörte nacheinander einer Reihe adeliger Familien. Dazu zählten zunächst die Herren von Ochsenstein. Von ihnen erbten die Grafen von Zweibrücken-Bitsch 1485 die Herrschaft Oberbronn, der sie ihren Anteil an Gumbrechtshofen zuschlugen. Von Zweibrücken-Bitsch gelangte die Herrschaft Oberbonn – und mit ihr Gumbrechtshofen – 1551 als Mitgift anlässlich der Heirat der Amelie von Zweibrücken-Bitsch mit Philipp I. von Leiningen-Westerburg an diese Familie. In Nachfolge der Leininger wurden die Landgrafen von Hessen-Homburg und zu einem geringeren Teil die schwedische Adelsfamilie der Freiherren von Sinclair im 17. Jahrhundert Herren der Herrschaft Oberbronn.

### Französische Oberhoheit
Durch die Reunionspolitik Frankreichs fielen in der zweiten Hälfte des 17. Jahrhunderts auch das Amt Pfaffenhofen und die Herrschaft Oberbronn und damit das gesamte Dorf Gumbrechtshofen unter die Oberhoheit Frankreichs. 1709 wurde das Kondominat aufgelöst: Gumprechtshofen kam nun insgesamt an Hessen-Homburg und schied damit aus der Grafschaft Hanau-Lichtenberg aus. Der hessen-homburgische Teil ging in der Mitte des 18. Jahrhunderts an die Familie Hohenlohe-Waldenburg-Bartenstein über, der Sinclair’sche Anteil an die ebenfalls schwedisch stämmige Familie derer von Lewenhaupt.

### Neuzeit
Hohenlohe musste die Herrschaft Oberbronn 1793 an Frankreich abtreten und wurde dafür später mit Gebieten des säkularisierten Bistums Würzburg abgefunden. In den Verwaltungsreformen aufgrund der Französischen Revolution wurde die Herrschaft Oberbronn aufgelöst.
Bis 1945 gab es zwei eigenständige Orte, Gumbrechtshofen-Oberbronn (auch: Obergumbrechtshofen) und Gumbrechtshofen-Niederbronn (auch: Niedergumbrechtshofen), die zum 1. September 1945 zusammengeschlossen wurden.

### Bevölkerungsentwicklung
| Jahr                       | 1962 | 1968 | 1975 | 1982 | 1990 | 1999 | 2006 | 2017 |
| Einwohner                  | 1091 | 1092 | 1063 | 1098 | 1186 | 1226 | 1227 | 1175 |
| Quellen: Cassini und INSEE |      |      |      |      |      |      |      |      |

## Sehenswürdigkeiten
|  |  |